# Sappada
Sappada település Olaszországban, Veneto régióban, Belluno megyében. Lakosainak száma 1314 fő (2023. január 1.). Sappada Forni Avoltri, Prato Carnico, Vigo di Cadore és Santo Stefano di Cadore községekkel határos.

## Népesség
A település lakossága az elmúlt években az alábbi módon változott:
| Lakosok száma | 1319 | 1315 | 1314 |
|               | 2017 | 2018 | 2023 |